# Tony Award/Bester Hauptdarsteller in einem Musical
Für den Tony Award/Bester Hauptdarsteller in einem Musical können alle Darsteller, die in Theaterstücken und Musicals im Laufe des Jahres am Broadway in New York gespielt haben, nominiert werden. Der Tony Award für die beste Leistung in einer männlichen Hauptrolle in einem Musical ging bisher an:

## 1947–1949
- 1948: Paul Hartman (in Angel in the Wings)
- 1949: Ray Bolger (in Where’s Charley?)

## 1950–1959
- 1950: Ezio Pinza (in South Pacific)
- 1951: Robert Alda (in Guys and Dolls)
- 1952: Phil Silvers (in Top Banana)
- 1953: Thomas Mitchell (in Hazel Flagg)
- 1954: Alfred Drake (in Kismet)
- 1955: Walter Slezak (in Fanny)
- 1956: Ray Walston (in Damn Yankees)
- 1957: Rex Harrison (in My Fair Lady)
- 1958: Robert Preston (in The Music Man)
- 1959: Richard Kiley (in Redhead)

## 1960–1969
- 1960: Jackie Gleason (in Take Me Along)
- 1961: Richard Burton (in Camelot)
- 1962: Robert Morse (in How to Succeed in Business Without Really Trying)
- 1963: Zero Mostel (in A Funny Thing Happened on the Way to the Forum)
- 1964: Bert Lahr (in Foxy)
- 1965: Zero Mostel (in Anatevka)
- 1966: Richard Kiley (in Der Mann von La Mancha)
- 1967: Robert Preston (in I Do! I Do!)
- 1968: Robert Goulet (in The Happy Time)
- 1969: Jerry Orbach (in Promises, Promises)

## 1970–1979
- 1970: Cleavon Little (in Purlie)
- 1971: Hal Linden (in The Rothschilds)
- 1972: Phil Silvers (in A Funny Thing Happened on the Way to the Forum)
- 1973: Ben Vereen (in Pippin)
- 1974: Christopher Plummer (in Cyrano)
- 1975: John Cullum (in Shenandoah)
- 1976: George Rose (in My Fair Lady)
- 1977: Barry Bostwick (in The Robber Bridegroom)
- 1978: John Cullum (in On the Twentieth Century)
- 1979: Len Cariou (in Sweeney Todd)

## 1980–1989
- 1980: Jim Dale (in Barnum)
- 1981: Kevin Kline (in The Pirates of Penzance)
- 1982: Ben Harney (in Dreamgirls)
- 1983: Tommy Tune (in My One and Only)
- 1984: George Hearn (in La Cage aux Folles)
- 1986: George Rose (in The Mystery of Edwin Drood)
- 1987: Robert Lindsay (in Me and My Girl)
- 1988: Michael Crawford (in Das Phantom der Oper)
- 1989: Jason Alexander (in Jerome Robbins’ Broadway)

## 1990–1999
- 1990: James Naughton (in City of Angels)
- 1991: Jonathan Pryce (in Miss Saigon)
- 1992: Gregory Hines (in Jelly’s Last Jam)
- 1993: Brent Carver (in Kuss der Spinnenfrau)
- 1994: Boyd Gaines (in She Loves Me)  (Wiederaufnahme)
- 1995: Matthew Broderick (in How to Succeed in Business Without Really Trying!)  (Wiederaufnahme)
- 1996: Nathan Lane (in A Funny Thing Happened on the Way to the Forum) (Wiederaufnahme)
- 1997: James Naughton (in Chicago) (Wiederaufnahme)
- 1998: Alan Cumming (in Cabaret) (Wiederaufnahme)
- 1999: Martin Short (in Little Me)

## 2000–2009
- 2000: Brian Stokes Mitchell (in Kiss Me, Kate) (Wiederaufnahme)
- 2001: Nathan Lane (in The Producers)
- 2002: John Lithgow (in Sweet Smell of Success)
- 2003: Harvey Fierstein (in Hairspray)
- 2004: Hugh Jackman (in The Boy from Oz)
- 2005: Norbert Leo Butz (in Dirty Rotten Scoundrels)
- 2006: John Lloyd Young (in Jersey Boys)
- 2007: David Hyde Pierce (in Curtains)
- 2008: Paulo Szot (in South Pacific) (Wiederaufnahme)
- 2009: David Alvarez, Trent Kowalik, Kiril Kulish (in Billy Elliott)

## 2010–2019
- 2010: Douglas Hodge (in La Cage aux Folles)
- 2011: Norbert Leo Butz (in Catch Me If You Can)
- 2012: Steve Kazee (in Once)
- 2013: Billy Porter (in Kinky Boots)
- 2014: Neil Patrick Harris (in Hedwig and the Angry Inch)
- 2015: Michael Cerveris (in Fun Home)
- 2016: Leslie Odom Jr. (in Hamilton)
- 2017: Ben Platt (in Dear Evan Hansen)
- 2018: Tony Shalhoub (in The Band's Visit)
- 2019: Santino Fontana (in Tootsie)

## Seit 2020
- 2020/2021: Aaron Tveit (in Moulin Rouge!)
- 2022: Myles Frost (in MJ)
- 2023: J. Harrison Ghee (in Some Like It Hot)
- 2024: Jonathan Groff (in Merrily We Roll Along)